# پاپ گریگوری یکم

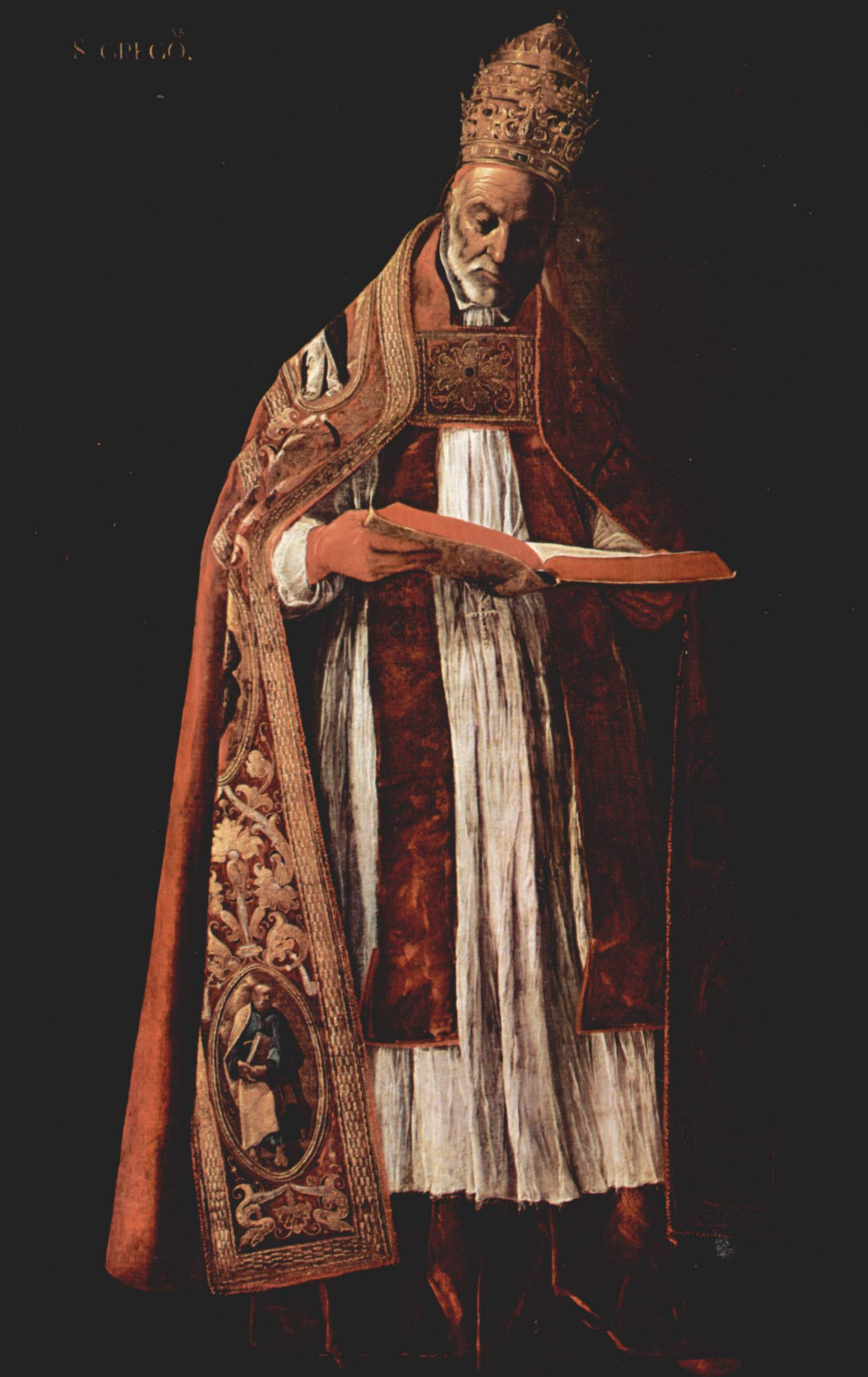

پاپ گریگوری یکم (به انگلیسی: Pope Gregory I) (درگذشت ۱۲ مارس ۶۰۴) مشهور به گریگوری بزرگ؛ یکی از پاپ‌های کلیسای کاتولیک رم بود که در رم به دنیا آمد و بین سال‌های ۵۹۰ تا ۶۰۴ میلادی پاپ بود. وی از بانیان اشاعه مسیحیت در جزایر انگلستان بود که آگوستین کانتربری را بدین منظور به آنجا روانه ساخت.
سرودهای گرگوریایی به افتخار ایشان نام گرفت وی در دوره زمامداری از ۵۹۰ تا ۶۰۴ به آیین‌های نیایش در کلیسای کاتولیک سامانی دوباره داد
افسانه‌های قرون وسطی خلق سرودهای گرگوریایی را به پاپ گرگوری نسبت می‌دهد ولی این آوازها طی سده‌های متمادی پدید آمده و تکامل یافته‌است.